# Oecetis punctipennis
Oecetis punctipennis är en nattsländeart som först beskrevs av Georg Ulmer 1905.  Oecetis punctipennis ingår i släktet Oecetis och familjen långhornssländor. Inga underarter finns listade i Catalogue of Life.